# Dort (automobilka)

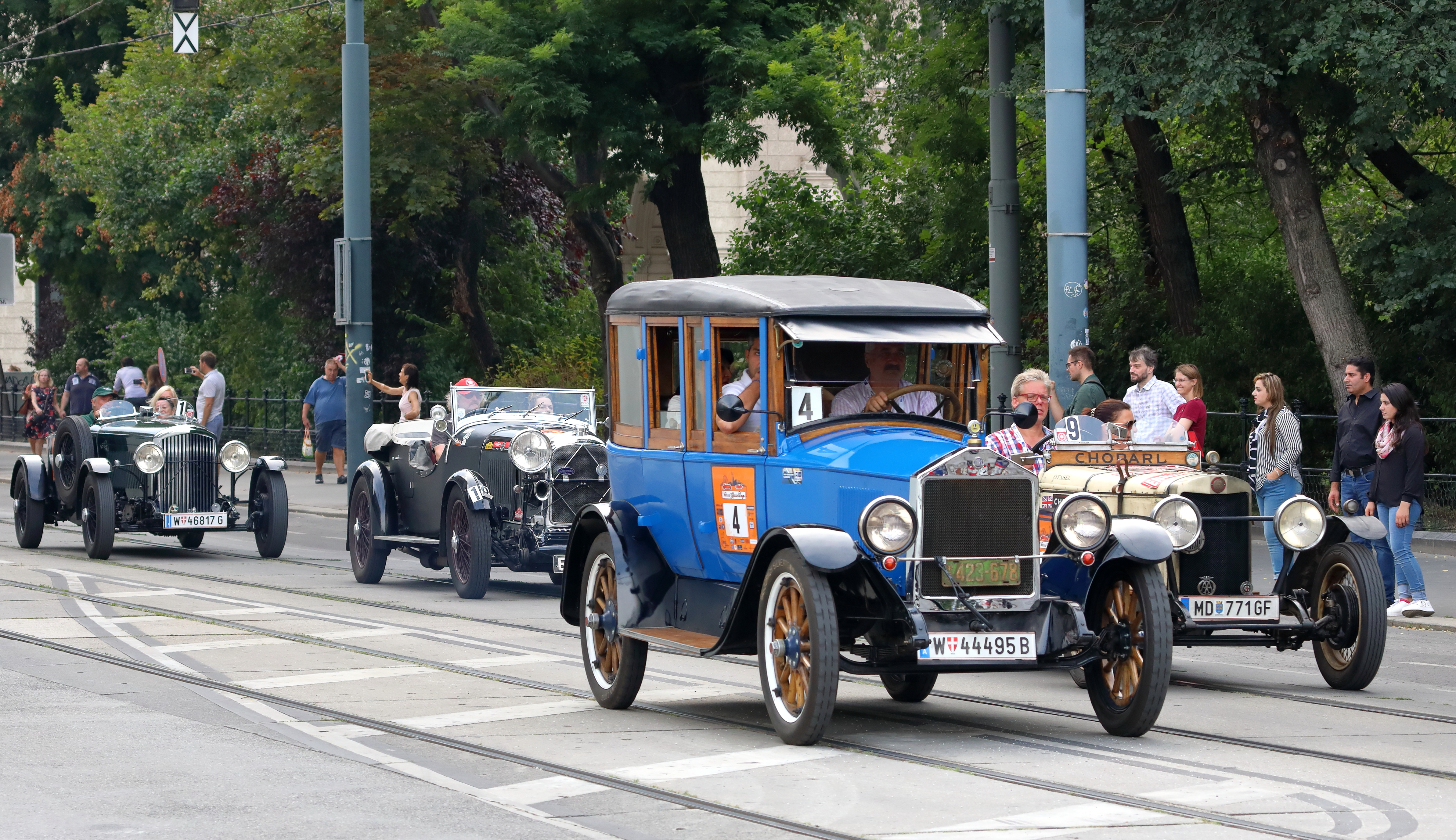
Auta

Dort (celým jménem Dort Motor Car Company) byla americká automobilka, která vyráběla osobní automobily v letech 1915 až 1924. Dort sídlil ve mestě Flint, v Michiganu, a do svých vozidel používal motory společnosti Lycoming.
Dort Motor Car Company vznikla z Durant-Dort Carriage Company, která byla založena v roce 1886 [[William C. Durant]|Williamem C. Durantem]] a J. Dallasem Dortem a zabývala se především výrobou kočárů. Durant a Dort zůstali obchodní partneři až do roku 1915, kdy Durant podnik opustil. Dort a zbývající akcionáři převzali výrobu kočárů a začlenili do podniku společnost Dort Motor Car Company a začali používat některé stejné továrny na výrobu vozů Dort, do kterých kupovali motory od Lycoming. Výroba kočárů skončila v roce 1917. Durant-Dort Carriage Company byla rozpuštěna v roce 1924.
Dort dodal v prvním roce 9 000 aut.
V roce 1917 Dort nabízel čtyři modely: uzavřený sedan za 1 065 $, konvertibilní sedan za 815 USD, pětistupový otevřený turista za 695 $ a Fleur-de-Lys roadster za 695 $. Naproti tomu Ford Model T v roce 1915 prodával za 440 dolarů.
Do roku 1920 byl Dort 13. největším výrobcem automobilů v zemi. Společnost postavila velkou továrnu na východním konci Flintu hned v době recese, která následovala po první světové válce. Společnost začala krvácet v hotovosti a pokoušela se vyhledat kapitál (který byl nedostupný) nebo fúzního partnera (žádný z nich neměl zájem). Počet zaměstnanců byl snížen a výdaje byly kráceny. Poté, co v roce 1923 odešlo několik vedoucích pracovníků společnosti, bylo jedinou možností rozhodnout o likvidaci společnosti. Nová tovární budova byla prodána společnosti AC Spark Plug za účelem výroby vzduchových filtrů, karburátoru a palivových čerpadel. Následující rok zemřel J. Dallas Dort.